# Gangster Disciples
I Gangster Disciples sono una banda di strada statunitense afroamericana formatasi negli anni 60 da Larry Hoover, leader dei Supreme Gangsters, e David Barksdale, leader dei Black Disciples. I due gruppi si unirono per formare la Black Gangster Disciple Nation (BGDN). La BGDN si divise in distinte fazioni oggi conosciute come Gangster Disciples e Black Disciples. Al giorno d'oggi, le due fazioni sono rivali.

## Simbolismo/Colori
Il simbolo predominante della banda è la stella di David a sei punte. La banda usa anche i forconi puntati verso l'alto ("pitchforks" o "rakes") e i cuori, inoltre usa i colori nero e grigio.

## Storia
I Gangster Disciples furono stabiliti nel 1965 nel Southside di Chicago in Illinois, da Larry Hoover. Larry Hoover era il leader supremo della sua banda chiamata i Supreme Gangsters, mentre David Barksdale fu il leader della sua banda chiamata i Devil Disciples. Unirono le due bande nel 1969 e le diedero il nome di Black Gangster Disciples. 
I Gangster Disciples sono attivi in 110 città e 31 stati, maggiormente negli Stati Uniti d'America medio-occidentali e negli Stati Uniti sud-orientali. La banda inoltre occupa un grande numero delle prigioni statunitensi. La banda ha un numero di membri stimato tra le 25,000 e 50,000 persone.